# Escut de Sant Salvador de Guardiola
L'escut oficial de Sant Salvador de Guardiola té el següent blasonament:
Escut caironat: d'atzur, un món d'or cintrat de gules i creuat d'una creu grega patent d'or. Per timbre una corona mural de poble.

## Història
Va ser aprovat el 12 de maig de 1983 i publicat al DOGC el 6 de juliol del mateix any amb el número 342.
El món és l'atribut de sant Salvador, patró del poble.